# 沙倫斯普林斯鎮區 (堪薩斯州華萊士縣)
沙倫斯普林斯鎮區（英語：Sharon Springs Township）是位於美國堪薩斯州華萊士縣的一個行政鎮區。

## 地方資料
沙倫斯普林斯鎮區的面積為884.54平方千米，當中陸地面積為884.51平方千米，而水域面積為0.03平方千米。根據2010年美國人口普查的數據，當地共有人口935人，而人口密度為每平方千米1.06人。

## 外部連結
- US-Counties.com
- City-Data.com （页面存档备份，存于）